# Muranga (condado)
Muranga (Murang'a) é um condado do Quênia situado na antiga província Central. Tem como capital a cidade de Muranga. De acordo com o censo de 2019, havia 1 056 640 habitantes. Possui 2 524 quilômetros quadrados de área.